# Río Santiago (Marañón)
Le Río Santiago est une rivière de l'Équateur et du Pérou. En Équateur, il naît de la jonction du río Zamora et du río Namangoza, et constitue, avec ses affluents, le principal cours d'eau du sud du pays. Il est un affluent du Río Marañón, branche mère de l'Amazone.
Il s'agit de la plus méridionale des trois grandes rivières qui drainent le versant oriental de la Cordillère des Andes en Équateur (Les deux autres sont le río Napo et le río Pastaza).

## Géographie
Si l'on considère le Río Marañón comme la branche mère hydrologique de l'Amazone, Le río Santiago est l'affluent majeur (plus de 1 000 m3/s) du système amazonien qui se situe le plus en amont. Au confluent avec le Marañón, il renforce de plus d'un tiers le débit moyen du fleuve. À la différence de ses voisins río Pastaza et río Napo dont une partie importante du cours draine la plaine amazonienne, le río Santiago est entièrement andin.
Son bassin peut-être subdivisé en trois parties qui correspondent au río Zamora, au río Namangoza, et au río Santiago proprement dit.

## Río Zamora
Le río Zamora est la branche sud du río Santiago. Il prend sa source près de la ville de Loja (120 000 habitants), capitale de la province du même nom, prend la direction sud-est, entre dans la province de Zamora-Chinchipe et vire en direction nord-est après la ville de Zamora. Il reçoit le río Nangaritza (150 km) qui est aussi long que lui, entre dans la province de Morona-Santiago ou il rejoint le río Namangoza pour former le Santiago proprement dit. La longueur du río Zamora est de 260 km, son débit à la confluence de 660 m3/s.

## Río Namangoza
Le río Namangoza est la branche nord du río Santiago. Il s'agit d'une courte rivière (35 km) parce qu'elle est elle-même constituée par la convergence de deux tributaires: Le río Upano vient du nord, en sens inverse du río Zamora, il naît sur le versant sud-ouest du grand volcan actif Sangay (5 230 m) dans le parc national qui porte le nom du volcan. Sa longueur est de 150 km et son débit moyen de 300 m3/s. Le río Paute vient de l'est, il parcourt une longue vallée interandine de la province d'Azuay et change quatre fois de nom, dont le nom de río Cuenca car il traverse Cuenca, 3e agglomération du pays avec 510 000 habitants. De nombreux aménagements hydroélectriques, comme le barrage de Paute, font du río Paute une source d'énergie importante en Équateur.
Sous ses divers noms, la longueur du río Paute est de 190 km. Son débit moyen est de 330 m3/s.
La longueur totale du río Namangoza + río Paute est de 225 km. Son débit de 650 m3/s est similaire à celui du río Zamora.

## Rio Santiago proprement dit

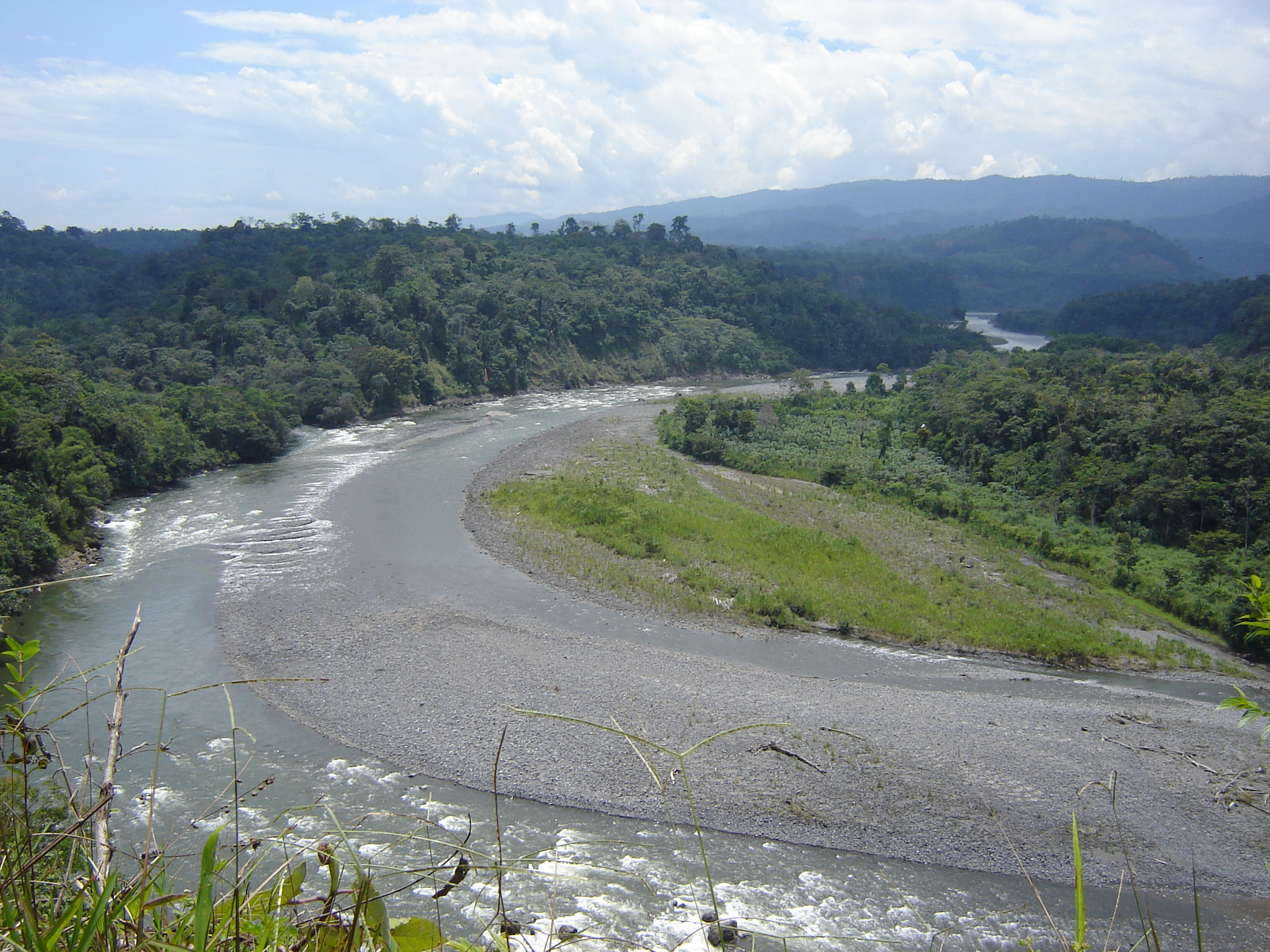
Le río Upano, une des branches du río Santiago.

Après le confluent du río Zamora et du río Namangoza, le río Santiago est un cours d'eau puissant qui se dirige vers l'est pendant 50 km jusqu'à la frontière avec le Pérou où il vire à angle droit pour prendre la direction du Sud jusqu'au río Marañón. Il suit au Pérou une vallée parallèle au río Morona qui coule 40 km plus à l'est. Les deux rivières sont séparées par une longue et étroite chaîne de montagnes qui constitue à cette latitude le contrefort le plus oriental de la Cordillère des Andes, de sorte que le Santiago coule dans la Cordillère, alors que le río Morona coule dans la plaine amazonienne.
Le río Santiago rejoint le río Marañón quelques kilomètres avant le Pongo de Manseriche, nom donné au profond défilé par lequel le fleuve accède à la plaine amazonienne en perçant le contrefort de la Cordillère évoqué ci-dessus. Le Marañón roule en moyenne 5 000 m3/s en traversant ce défilé impressionnant et redoutable, dont 1 780 m3/s sont apportés par le Santiago.
La longueur du Río Santiago est de 250 km dont 50 km seulement en Équateur. Mais la longueur totale du système Santiago-Zamora est de 500 km, et les trois quarts de son bassin se situent dans ce pays.
Comme le río Pastaza et la plupart des cours d'eau andins, Le Santiago est parfois sujet à des crues subites et charrie beaucoup d'alluvions, ce qui rend la navigation difficile pour de grandes embarcations. Son voisin le río Morona apparaît comme plus intéressant pour établir une communication multimodale entre la côte Pacifique (Golfe de Guayaquil) et l'Amazonie, car il s'agit d'une rivière de plaine moins abondante, mais dont le régime est plus régulier.